# Гора самоцвітів
Гора самоцвітів (рос. Гора самоцветов) — російський мультиплікаційний мультсеріал студії «Пілот», який випускається з 2004 року. Складаться з 87 серій по 13 хвилин кожна.

## Історія створення
Проект із виробництва цього серіалу вважається одним із найбільших та найскладніших в історії російської анімації. Робота над фільмами розпочалася у 2004 році і триває зараз. Виробництвом фільмів займається студія "Пілот", раніше під керівництвом Олександра Татарського за підтримки Федерального агентства з культури та кінематографії. Потім Едуард Назаров а потім Сергій Мерінов.
У серпні 2007 року було готово 34 серії, а на кінець 2008 року завершено виробництво 52 серій. 2007 року загальну кількість серій планувалося збільшити до 100.
На данний момент є тільки 88 серій. Планується зробити 100 серій.

## Прем'єра
Прем'єрний показ перших 111 фільмів із циклу "Гора самоцвітів" відбувся в рамках х відкритого російського фестиваля анімаційного кіно в суздалі в лютому 2005 року

## Серії

### 2004
- Як ошукали змія
- Як пан конем був
- Кіт і лисиця (Пан Коцький)
- Лисиця сирота
- Про цапа і барана
- Про ворона
- Про Івана-Дурника
- Тлумачення снів
- Розумна дочка
- Шейдулла-ледар
- Жадібна Мельничиха

### 2005
- Злидні
- Ловись, рибко
- Лис і дрізд
- Цар і ткач
- Петро і Петруша
- Пташина нога
- Великий півень
- Ворон-ошуканець

### 2006
- Жихарка
- Хлопчик-мізинчик
- Не скажу!
- Неслухняний ведмедик
- Серце звіра
- Солдат і смерть
- Соловей
- Шиш

### 2007
- Заєць-робітник
- Крихітка-Хаврошечка
- Що робити? або Куйгорож
- Ведмежі історії
- Ну ось, ще!
- Рибалка Оскус-оол
- Чепоги

### 2008
- Глінька
- Горда миша
- Як помирились сонце і луна
- Майма-довгочеканний
- Микита-Кожум'яка
- Про Василя Блаженного
- Про Степана-Коваля
- Єгор Хоробрий

### 2009
- Козяча хата
- Жаба та мурахи
- Пригоди лиса
- Про собаку Розку
- Рогатий хан
- Солдатська пісня

### 2010
- Зуби, хвіст і вуха
- Після…
- Злочини лиса
- Пумасіпа
- Собачий барин
- Чуйний гамбіт

### 2012
- Півник і кішечка
- Подарунки чорного ворона
- Оповідь хотанського килима
- Безсмертний

### 2013
- Колобок
- Мерген
- Колись
- Пастуший ріжок
- По коліна ноги в золоті, по лікоть руки у сріблі
- Уявіть собі
- Солдат і пташка
- Терем мухи

### 2014
- Вчений ведмідь
- Про солдата

### 2015
- Дві недовгі казки
- Сміливець

### 2016
- Налім Малінич

### 2017
- Джувурук
- Матрос Петро Кішка
- Потемкінські села
- Лис у чоботях

### 2018
- Долоні
- Івасик-Телесик

### 2019
- Курочка-Ряба
- Вільхова чурка
- Ріпка

### 2020
- Царський син
- Слухняність
- Йде коза рогата

### 2021
- Рогаті казки
- Базилік Фет-Фрумос і царська донька
- Дровосековий край
- Щастя та злощастя

### 2022
- Добрий богатир Ерте

## Актори
- Олександр Леньков
- Валерій чигляєв
- Сергій Баталов
- Лариса Некіпелова
- Станіслав Стрілков
- Віктор Сухоруков
- Олександр Воєводин
- Сергій Гармаш
- Сергій Степанченко
- Олександр Лучинин
- Едуард Назаров
- Юра Коваленко
- Ніна Кастроф
- Олексій Колган
- Дмитро Назаров

та інші